# Rapidolangue
Rapidolangue est un ensemble de règles pour la transcription des langues du Gabon et une méthode d’apprentissage de plusieurs langues gabonaises. Elle est proposée et utilisée par la fondation Raponda Walker depuis 1995. Les manuels Rapidolangue sont écrits par le frère Jacques Hubert. Certaines lettres sont soulignées (ou diacritées avec le trait souscrit avec Unicode).

## Graphèmes
| Voyelles | Voyelles | Voyelles | Voyelles | Voyelles | Voyelles | Voyelles | Voyelles | Voyelles |
| -------- | -------- | -------- | -------- | -------- | -------- | -------- | -------- | -------- |
| a        | e        | ë        | e̲        | i        | o        | o̲        | u        | u̲        |

| Consonnes | Consonnes | Consonnes | Consonnes | Consonnes | Consonnes | Consonnes | Consonnes | Consonnes | Consonnes | Consonnes | Consonnes | Consonnes | Consonnes | Consonnes | Consonnes | Consonnes | Consonnes | Consonnes | Consonnes | Consonnes | Consonnes | Consonnes |
| --------- | --------- | --------- | --------- | --------- | --------- | --------- | --------- | --------- | --------- | --------- | --------- | --------- | --------- | --------- | --------- | --------- | --------- | --------- | --------- | --------- | --------- | --------- |
| b         | d         | dy        | dj        | f         | g         | gh        | h         | j         | k         | l         | m         | n         | nd        | ng        | ny        | p         | r         | s         | t         | v         | w         | z         |

Les semi-voyelles sont transcrites avec le <w> et le <y>.
La nasalisation est notée comme en français, avec la voyelle suivie d’un <n>.
Les tons peuvent être notés lorsque leur notation peut éviter la confusion.